# (13714) Stainbrook
(13714) Stainbrook est un astéroïde de la ceinture principale.

## Description
(13714) Stainbrook est un astéroïde de la ceinture principale. Il fut découvert le 17 août 1998 à Socorro (Nouveau-Mexique) par le projet LINEAR. Il présente une orbite caractérisée par un demi-grand axe de 2,27 UA, une excentricité de 0,14 et une inclinaison de 4,4° par rapport à l'écliptique.

## Compléments